# Anja Šaranović
Anja Šaranović (en serbio: Aња Шарановић (nacida el 12 de septiembre de 1989 en Kraljevo, Serbia) es una modelo ganadora de Miss Serbia 2010 y participante de Miss Internacional 2010 donde quedó entre las 15 semifinalistas. Asimismo participó en el Miss Universo 2011 que se realizó en Brasil sin clasificación.

## Primeros años
Anja estudió Recursos humanos en la Facultad de Ciencias de la Seguridad en la Universidad de Belgrado.
Además aprendió a hablar el idioma inglés, el ruso y el italiano además de su idioma nativo el serbio.
Además participa activamente en el atletismo y la natación.
Durante siete años asistió a la escuela de actuación en Belgrado y empezó su carrera como modelo a los diecisiete años, Participando en Belgrado Semana de la Moda.

## Miss Internacional 2010
Antes de su participación en Miss Universo 2011, Šaranović fue la representante oficial de su país para el 2010  en Miss Internacional celebrado en Chengdu, donde se coloca como uno de Los 15 semifinalistas del concurso, Šaranović se llevó a cabo la sexta y que el mayor competidor clasificado de Europa. Esa fue la primera colocación de Serbia después de la separación de Montenegro y la segunda colocación de Serbia desde el Miss Internacional comenzó la competencia, la primera fue en 2005 cuando Sanja Miljanic representa el Serbia y Montenegro terminado en el top 12.

## Miss Universo 2011
Anja con unos 1,77 m de estatura representó a Serbia en la 60.ª edición de Miss Universo que se llevó a cabo en el recinto Credicard Hall en la ciudad de São Paulo, Brasil el 12 de septiembre de 2011, junto a 88 candidatas de todo el mundo, sin haber obtenido clasificación. Leila Lopes de Angola fue la ganadora.

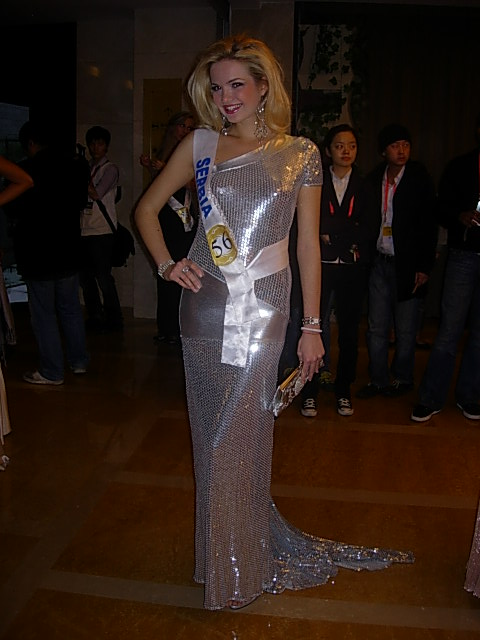
Anja Šaranović en un evento de moda realizado en el 2010.
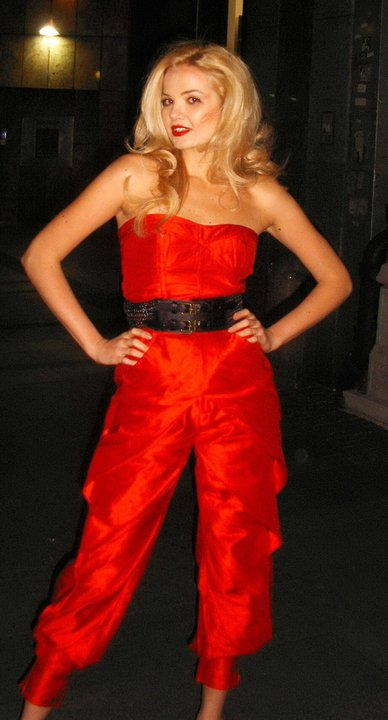
Anja en un evento de modas.